# لئو استولز
لئو استولز (انگلیسی: Leo Stolz؛ زادهٔ ۱۵ فوریهٔ ۱۹۹۱) بازیکن فوتبال اهل آلمان است.
از باشگاه‌هایی که در آن بازی کرده‌است می‌توان به باشگاه فوتبال نیویورک رد بولز و باشگاه فوتبال مونیخ ۱۸۶۰ اشاره کرد.